# Dillom
Dillom, pseudonimo di Dylan León Masa (Buenos Aires, 5 dicembre 2000), è un rapper argentino.

## Biografia
Dillom si è fatto conoscere col brano Dudade, primo ingresso dell'artista nella Argentina Hot 100. Nel dicembre 2021 viene pubblicato il suo album in studio d'esordio, dal titolo Post Mortem e candidato per due riconoscimenti ai Premios Gardel. Il progetto è stato promosso da una tournée musicale.
Por cesárea, secondo LP, è uscito nell'aprile 2024. Nello stesso mese ha ricevuto due nomination agli annuali premi Gardel, una per l'EP Ad honorem, Vol. 1 e l'altra per Ola de suicidios.
È stato riconosciuto con l'MTV Europe Music Award al miglior artista America Latina meridionale del 2024. Nell'aprile 2025 ha ricevuto cinque candidature al principale riconoscimento nazionale argentino, tra cui quella per l'album dell'anno con Por cesárea e canzone dell'anno con Cirugía.

## Discografia

### Album in studio
- 2021 – Post Mortem
- 2024 – Por cesárea

### EP
- 2023 – Ad honorem, Vol. 1
- 2024 – Portal Sessions: Dillom y Santiago Motorizado (con Santiago Motorizado)

### Singoli
- 2018 – Drippin
- 2018 – Keloke (feat. Peco)
- 2019 – Superglue (con Ill Quentin)
- 2019 – Draco
- 2019 – Casipegado (con Muerejoven e Kuribo)
- 2019 – Dillom: Bzrp Music Sessions, Vol. 9 (con Bizarrap)
- 2019 – Waxxx (con K4 e Lepa)
- 2019 – Aspen (con Chiki Wanted)
- 2019 – ASAP (con Muerejoven e Halpe)
- 2019 – Do re mi (con Pimp Flaco)
- 2019 – Viernes 13 (con Kaktov e Fat Nick feat. Omar Varela)
- 2020 – Kelly (con Muerejoven e Kaktov)
- 2020 – Rapido (con Molok0)
- 2020 – 223 (con Esbabyface)
- 2020 – Dudade (con Evar e Omar Varela)
- 2021 – Sauce (con Punga e Fermin)
- 2021 – Opa
- 2021 – Piso 13
- 2021 – Pelotuda
- 2022 – Organiko (con Broke Carrey)
- 2022 – Dos (con i Miranda!)
- 2022 – K4 (con K4 e Proyecto Gomez Casa)
- 2023 – Ola de suicidios
- 2023 – Mala (con Mhtresuno)
- 2024 – Me siento solo (con Juan Lopez)
- 2024 – Cabezas cromadas (con Wos)